# Wartburgs voetbalkampioenschap 1917/18
In 1917/18 werd het derde Wartburgs voetbalkampioenschap gespeeld, dat georganiseerd werd door de Midden-Duitse voetbalbond. 
Wacker Gotha werd kampioen. Net als vorig seizoen speelden de kampioenen van de verschillende Thüringse competities eerst onderling tegen elkaar voor het ticket naar de Midden-Duitse eindronde. De club kreeg een bye in de eerste ronde en verloor dan met 1-3 na verlengingen van Erfurter SC 1895. Na dit seizoen werd er een nieuwe competitie, Thüringenliga, ingevoerd die enkele competities samen voegde, enkel de top twee was hiervoor geplaatst.  
- Vereinigter BC 1908 Ruhla was een fusie tussen FC Wacker 1908 Ruhla en BSC 1913 Ruhla.
- FC Sportfreunde im Jugendverein 1916 Gotha sloot zich in november 1917 bij SV 01 Gotha aan.

## 1. Klasse
| Plaats | Club                                       | Wed. | W | G | V | Saldo | Ptn.  |
| ------ | ------------------------------------------ | ---- | - | - | - | ----- | ----- |
| 1.     | FC Wacker 1907 Gotha                       | 7    | 7 | 0 | 0 | 69:03 | 14:00 |
| 2.     | SV 1901 Gotha                              | 7    | 4 | 0 | 3 | 13:22 | 08:06 |
| 3.     | FC Sportfreunde im Jugendverein 1916 Gotha | 4    | 3 | 0 | 1 | 10:08 | 06:02 |
| 4.     | Vereinigter BC 1908 Ruhla                  | 5    | 1 | 0 | 4 | 10:26 | 02:08 |
| 5.     | FC Teutonia Eisenach                       | 6    | 1 | 0 | 5 | 07:34 | 02:10 |
| 6.     | SpVgg 1909 Eisenach                        | 5    | 1 | 0 | 4 | 01:17 | 02:08 |

|  | Kampioen, geplaatst voor Thüringse eindronde en 1. Klasse Thüringen 1918/19 |
|  | Geplaatst voor 1. Klasse Thüringen 1918/19                                  |